# Mike Resnick

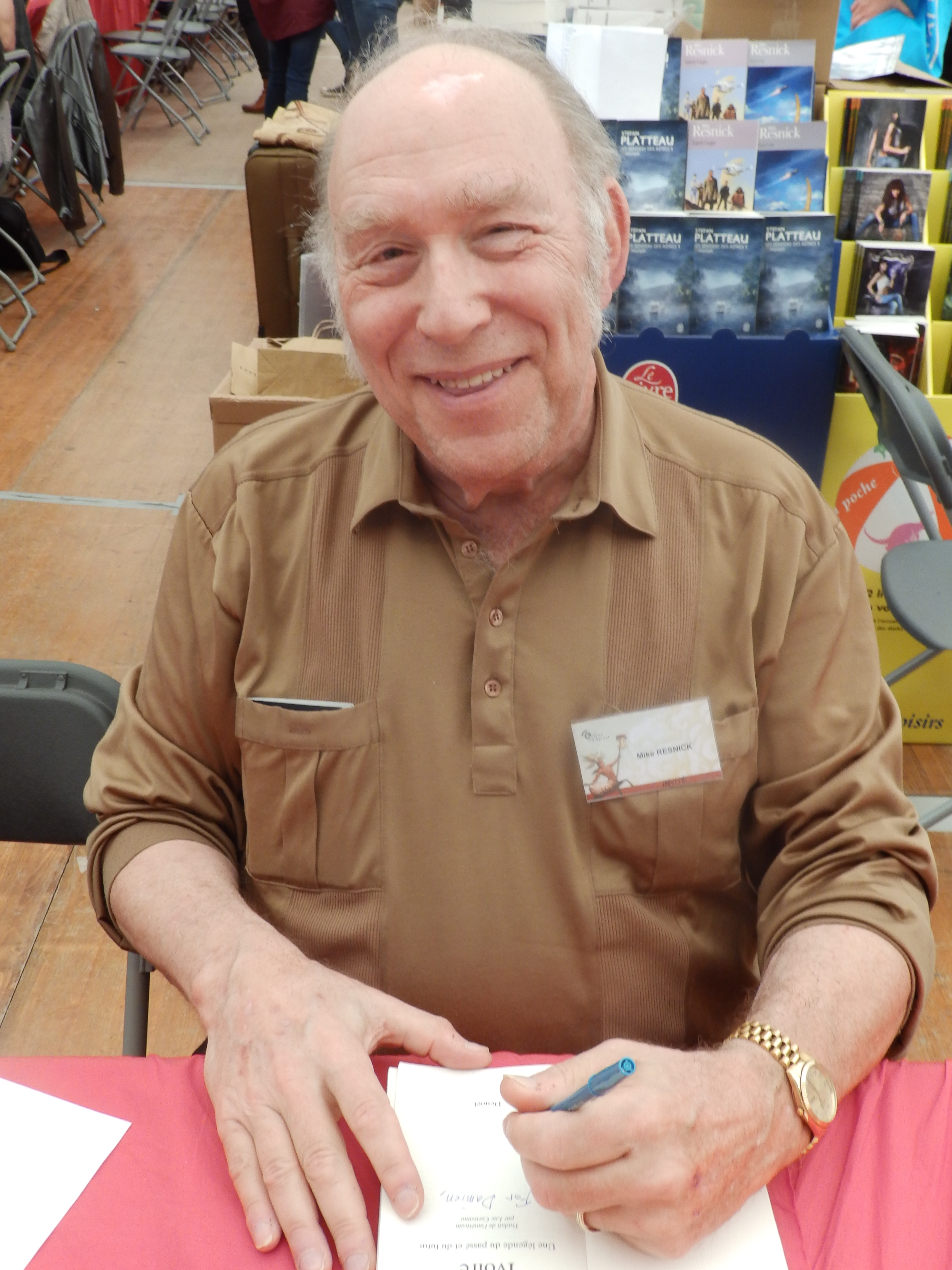
Mike Resnick

Michael Diamond (Mike) Resnick (Chicago, 5 maart 1942 – 9 januari 2020) was een Amerikaans sciencefictionschrijver.

## Loopbaan
Resnick heeft meer dan 75 boeken geschreven, vaak onder pseudoniem. Vanaf 1989 tot 2009 heeft Resnick elk jaar één of meer nominaties verdiend voor de Hugo Award, behalve in 1999 en 2003. Van de 33 nominaties heeft hij er vijf gewonnen. Hij won ook één Locus Award (uit 30 nominaties) en één Nebula Award.
Resnick is vaak naar Afrika geweest en dat is in veel van zijn werken terug te vinden. Hij schrijft over de Afrikaanse cultuur en kolonialisme. Sommige van zijn SF verhalen zijn allegorieën van Afrikaanse geschiedenis en politiek, andere spelen in Afrika of hebben Afrikaanse hoofdpersonen.
Zijn dochter, Laura Resnick, is ook een SF-auteur. Mike Resnick overleed in 2020 op 77-jarige leeftijd.

## Belangrijkste prijzen
- Hugo Award
  - Kirinyaga (1989) - short story
  - The Manamouki (1991) - novelette
  - Seven Views of Olduvai Gorge (1994) - novella
  - The 43 Antarean Dynasties (1998) - short story
  - Travels with My Cats (2005) - short story
- Nebula Award
  - Seven Views of Olduvai Gorge (1994) - novella
- Locus Award
  - When the Old Gods Die (1996) - novelette

## Gedeeltelijke bibliografie
Birthright Universe
- Santiago
  - Birthright:  The Book of Man (1982)
  - Santiago: A Myth of the Far Future (1986)
  - The Dark Lady: A Romance of the Far Future (1987)
  - The Return of Santiago (2003)
- Tales of the Galactic Midway
  - Sideshow (1982)
  - The Three-Legged Hootch Dancer (1983)
  - The Wild Alien Tamer (1983)
  - The Best Rootin' Tootin' Shootin' Gunslinger in the Whole Damned Galaxy (1983)
- Tales of the Velvet Comet
  - Eros Ascending (1984) nl:Eros ten Hemel
  - Eros at Zenith (1984)
  - Eros Descending (1985)
  - Eros at Nadir (1986)
- Chronicles Of Distant Worlds
  - Paradise (1989)
  - Purgatory (1993)
  - Inferno (1993)
- Oracle 
  - Soothsayer (1991)
  - Oracle (1992)
  - Prophet (1993)
- Widowmaker
  - The Widowmaker (1996)
  - The Widowmaker Reborn (1997)
  - The Widowmaker Unleashed (1998)
- Starship
  - Mutiny (2005)
  - Pirate (2006)
  - Mercenary (2007)
  - Rebel (2008)
  - Flagship (2009)

Lucifer Jones
- Adventures (1985)
- Lucifer Jones (1992)
- Exploits (1993)
- Encounters (1995)
- Hazards (2009)

Kirinyaga
- An Alien Land (1997)
- Kirinyaga (1998)